# La Lame nue
Pour plus de détails, voir Fiche technique et Distribution.
La Lame nue (titre original : The Naked Edge) est un film britannico-américain réalisé par Michael Anderson, sorti en 1961. 

## Synopsis
Après l'assassinat de son associé, George Radcliffe parvient à faire condamner le présumé coupable. Quelques années plus tard, Martha, la femme de George, est contactée par un maître-chanteur lançant des accusations envers son mari...

## Fiche technique
- Titre : La Lame nue
- Titre original : The Naked Edge
- Réalisation : Michael Anderson
- Scénario : Joseph Stefano d'après le roman First Train to Babylon de Max Ehrlich
- Photographie : Erwin Hillier et Tony White
- Montage : Gordon Pilkington
- Musique : William Alwyn
- Décors : Carmen Dillon
- Costumes : Julie Harris
- Producteurs : George Glass, Walter Seltzer, et Marlon Brando Sr. (producteur exécutif)
- Société(s) de production : Baroda, Bentley Productions, Glass-Seltzer, Jason Films, Monica Corp., Monmouth et Pennebaker Productions
- Société de distribution : United Artists
- Pays de production : Royaume-Uni | États-Unis
- Langue :anglais
- Format : Noir et blanc — 35 mm — 1,66:1 — Son : Mono (RCA Sound Recording)
- Genre : Film policier, Thriller
- Durée : 97 minutes (1 h 37)
- Dates de sortie :
  - Royaume-Uni : 1961
  - États-Unis : 30 juin 1961 (New York)
- Affiches : Macario Gómez Quibus (Espagne), Giuliano Nistri (Italie)

## Distribution
- Gary Cooper  (V.F : Jean Martinelli) : George Radcliffe
- Deborah Kerr  (V.F : Jacqueline Porel) : Martha Radcliffe
- Eric Portman  (V.F : Claude Peran) : Jeremy Clay
- Diane Cilento (V.F : Rolande Forest) : Mme Heath
- Hermione Gingold  (V.F : Germaine Kerjean) : Lilly Harris
- Peter Cushing  (V.F : Maurice Pierrat) : M. Wrack
- Michael Wilding : Morris Brooke
- Ronald Howard  (V.F : Michel Gudin) : M. Claridge
- Ray McAnally  (V.F : Roger Rudel) : Donald Heath
- Sandor Elès : Manfridi St John
- Wilfrid Lawson : M. Pom
- Helen Cherry : Miss Osborne
- Joyce Carey : Victoria Hicks
- Diane Clare : Betty
- Frederick Leister : Juge
- Martin Boddey  (V.F : Jean Violette) : Jason Roote
- Peter Wayn : Chauffeur

## À noter
- Il s'agit du tout dernier film de Gary Cooper qui meurt au moment de la sortie du film au Royaume-Uni. en mai 1961